# Chusquea sellowii
Chusquea sellowii är en gräsart som beskrevs av Franz Josef Ivanovich Ruprecht. Chusquea sellowii ingår i släktet Chusquea och familjen gräs. Inga underarter finns listade i Catalogue of Life.